# Calliphora porphyrina
Calliphora porphyrina este o specie de muște din genul Calliphora, familia Calliphoridae, descrisă de Hiromu Kurahashi în anul 1971. Conform Catalogue of Life specia Calliphora porphyrina nu are subspecii cunoscute.